# Zekelita extorris
Zekelita extorris är en fjärilsart som beskrevs av W. Warren 1913. Zekelita extorris ingår i släktet Zekelita och familjen nattflyn. Inga underarter finns listade i Catalogue of Life.